# Terminus Paradis
Terminus Paradis é um filme de drama romântico franco-ítalo-romeno de 1998 dirigido e coescrito por Lucian Pintilie. 
Foi selecionado como representante da Romênia à edição do Oscar 1999, organizada pela Academia de Artes e Ciências Cinematográficas.

## Elenco
- Costel Cascaval - Mitu
- Dorina Chiriac - Norica
- Gheorghe Visu - Vatasescu
- Victor Rebengiuc - Grigore Cafanu
- Razvan Vasilescu - Capt. Burcea
- Gabriel Spahiu - Nelu
- Dan Tudor
- Doru Ana - Gili